# ام‌اس زنوبیا
ام‌اس زنوبیا (به انگلیسی: MS Zenobia) یک کشتی بود که طول آن ۱۷۸ متر (۵۸۴ فوت) بود. این کشتی در سال ۱۹۸۰ ساخته شد.